# さいとうなり
さいとう なり（1994年7月8日 - ）は、日本の女優、タレント。東京都出身。Ever Green Entertainmentに所属していた。
元読者モデル。現在はインスタグラマーとして活動。

## 来歴・人物
特技はベース演奏（オリジナル曲でバンド歴 5年）、趣味は映画鑑賞、読書、陶芸。
2024年1月、Ever Green Entertainmentを退所したことを報告。同年11月、第18回田辺・弁慶映画祭で俳優賞を受賞した（「温帯の君へ」に出演、山下諒、二田絢乃とのトリプル受賞）。

## 出演

### 映画
- となりの怪物くん（2018年4月27日、東宝） - 生徒 役
- 君は月夜に光り輝く（2019年3月15日、東宝） - クラスメイト 役
- としまえん（2019年5月10日、東映ビデオ） - 樋口かや 役
- ホットギミック ガールミーツボーイ（2019年6月28日、東映）
- シグナル100（2020年1月24日、東映） - 朝比奈優子 役[4]
- 夏、至るころ（2020年12月4日、映画24区） - 都 役[5]
- 神は見返りを求める（2022年6月24日、パルコ） - 合コンの女性 役
- The Night Before 飛べない天使（2023年12月15日、nuiavan）[6]
- PERFECT DAYS（2023年12月22日、ビターズ・エンド） - レコードショップの客 役[7]
- 逃走（2025年3月公開予定、太秦）[8]
- 温帯の君へ（2025年5月31日） - 森下美玖 役[9]

### 舞台
- 膨らむ魚（2016年7月、下北沢OFF・OFFシアター）
- 恋と金は隠せない（2021年6月6日 - 20日、アトリエファンファーレ高円寺）
- 劇団papercraft第5回公演『殻』（2022年2月16日 - 20日、浅草九劇） - ヒロイン

### テレビドラマ
- 生きるとか死ぬとか父親とか 第11話（2021年6月19日、テレビ東京） - 栗島ミナミ（トキコの友人・20代）
- 石子と羽男-そんなコトで訴えます?- 第6話（2022年8月19日、TBS） - 谷 役[10]
- 警視庁ゼロ係〜スカイフライヤーズ〜（2024年7月22日、テレビ東京） - 田上 役

### 配信ドラマ
- 君と世界が終わる日に Season3 第2話（2022年3月4日、Hulu） - 北山ゆき 役
- ヒヤマケンタロウの妊娠（2022年4月21日、Netflix）
- Naokiman HORROR SHOW「視線」（2023年8月19日配信予定、DMM TV）[11]

### テレビバラエティ
- ザキ山小屋（朝日放送テレビ） - 山ガール

### CM
- プレナス ほっともっと 「もち麦とろろカットステーキ重」篇（2019年）

### 雑誌
- SEDA
- Soup
- Mini
- Mer
- CYAN
- 新美容
- TOMOTOMO

### PV
- WORDS×MUSIC
- 氏家麻衣 Fall
- told
- StarSng
- Life
- pertorika
- 音恋。
- まねきケチャ「あたしの残りぜんぶあげる」 - 深瀬美桜のチームメート 役

### ウェブテレビ
- 恋愛ドラマな恋がしたい シーズン3（2019年5月11日 - 7月27日、AbemaTV） - なり 役[12]